# Operación Moyano
La Operación Moyano u Operación María Elena Moyano fue una operación realizada por el Grupo Especial de Inteligencia del Perú (GEIN) contra la organización terrorista Partido Comunista del Perú-Sendero Luminoso donde se desarticuló las operaciones de El Diario, periódico vocero de la organización terrorista. 

## Preliminares
Para marzo de 1992, el GEIN había llevado a cabo las siguientes operaciones: ISA, Monterrico-90, Caballero, Seso, Fortuna, Ancón, Palacio e Hipócrates; logrando la captura de importantes mandos de la organización terrorista. El 15 de febrero de 1992, la dirigente social María Elena Moyano fue asesinada por miembros de Sendero Luminoso un día después de negarse a acatar un paro armado en su distrito. Los agentes del GEIN, en memoria de Moyano, eligen su nombre para su siguiente operación.

## Desarrollo de la operación

### Primeras acciones
El 15 de marzo de 1992 se inicia la Operación Moyano. Los agentes del GEIN lograron captar a Jorge Luis Durán Araujo, alias "Camarada Hugo", con un invidente llamado Sebastián Chávez, un estudiante de la Universidad Federico Villareal que trabajaba para El Diario. Luego, tras un seguimiento se logra captar al "Camarada Hugo" con Chávez y una mujer al que nombran como "La Cajacha". Tras caminar y conversar, los tres se separan: Chávez va hacia una agencia de transporte donde entra en contacto con Danilo Desidero Blanco Cabezas, egresado de Ciencias Sociales de la Universidad San Cristóbal de Huamanga que trabajaba también para El Diario.

### La tormenta
El 13 de abril de 1992 se da la orden de "Que se desate la tormenta". Las detenciones inician a las 9:00 p. m. En un parque en Lince es detenido Danilo Desidero Blanco Cabezas cuando hacía contacto con Carlos Banda Janampa. En Jesús María se interviene a Jenny Doris Toscana Matos y a Andrea Teresa Carranza Laurente mientras hacían las diagramaciones para El Diario. Se realizaron detenciones en otros puntos. Jorge Luis Durán Araujo fue capturado con propaganda subversiva y documentos de Sendero Luminoso.

## Resultado
La Operación Moyano logró la paralización de las ediciones de El Diario, además de cortar el flujo de información para la publicación extranjera dirigida por Luis Arce Borja en Bruselas, Bélgica. Una vez logrado el objetivo, se procedió a una nueva operación que llevó por nombre "Operación Huascaura".